# Johann Chrysostomus Senn

Johann Chrysostomus Senn

Johann Chrysostomus Senn (* 1. April 1795 in Pfunds; † 30. September 1857 in Innsbruck; Pseudonym: Bombastus Bebederwa) war ein politischer Lyriker des Vormärz.

## Leben

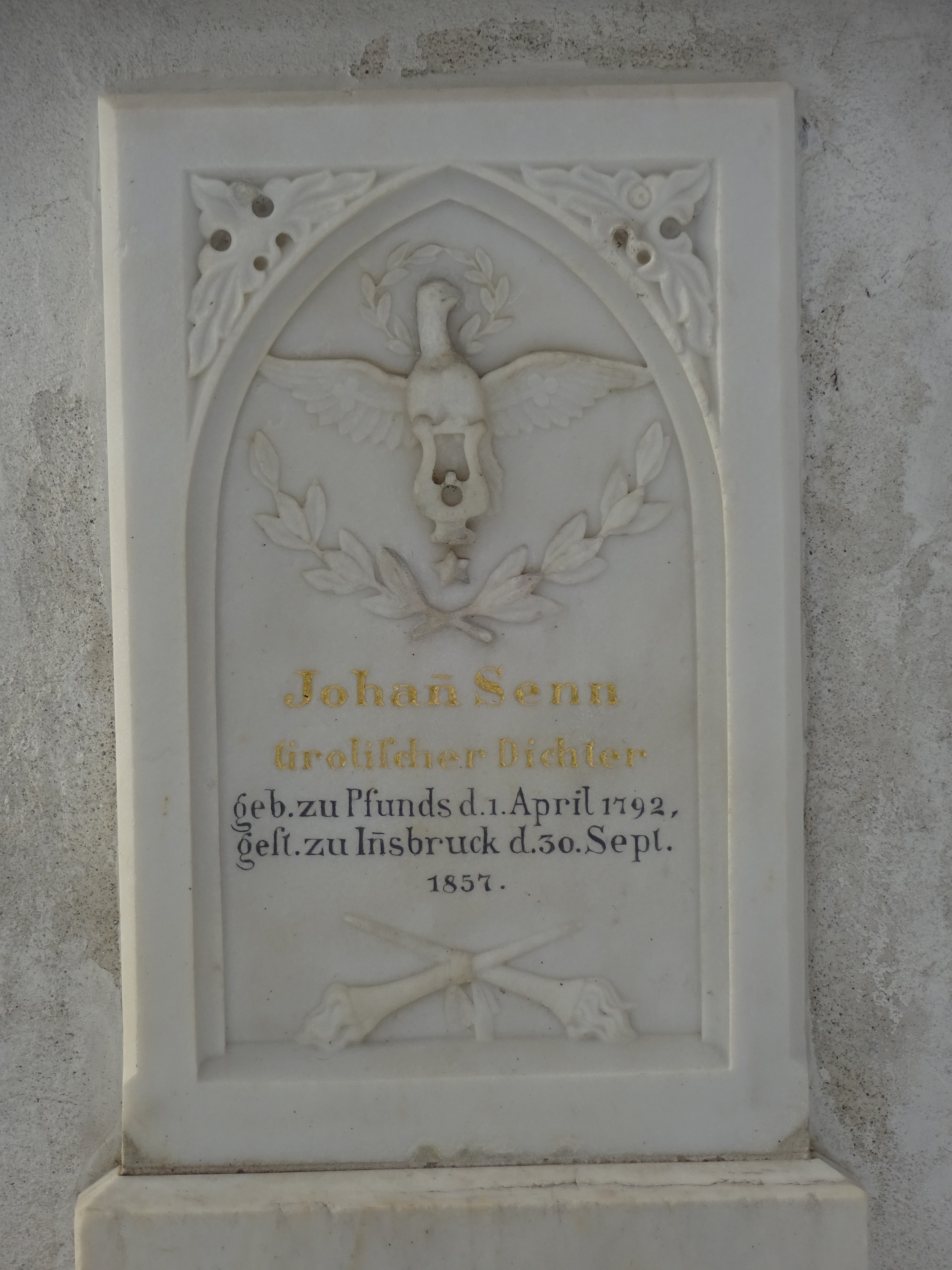
Grabstein am Militärfriedhof Pradl (mit falschem Geburtsjahr)

Johann Chrysostomus Senn war ein Sohn des Freiheitskämpfers Franz Michael Senn. Ab 1807 lebte er in Wien und besuchte dort das Akademische Gymnasium. Gemeinsam mit Franz Schubert war Senn Zögling des Wiener Stadtkonvikts. Nach seiner Schulzeit studierte er zunächst Philosophie, Rechtswissenschaft und Medizin, beendete aber keines dieser Studien. Schließlich wurde er Erzieher von Baron Anton von Doblhoff-Dier.
Seit 1815 trat sein politisches Interesse immer deutlicher hervor. Er gehörte einer im Vormärz verbotenen Studentenverbindung an (er war 1819 dem Burschenschaftlichen Kreis Wien und 1823 der Burschenschaft Libera Germania Innsbruck beigetreten), und bildete zusammen mit Schubert, dem Dichter Johann Mayrhofer, dem Juristen und späteren Redemptoristen Franz von Bruchmann, dem Maler Leopold Kupelwieser und dem Arzt Ernst von Feuchtersleben einen Kreis, der die Deutschen Klassiker und Frühromantiker las, den in Österreich verbotenen Deutschen Idealismus propagierte und Kritik an dem Regime Metternichs artikulierte. Aufgrund groben Benehmens bei einer polizeilichen Visitation wurde er 1820 verhaftet, für fast ein Jahr ins Gefängnis geworfen und schließlich nach Tirol abgeschoben. Dort leistete er acht Jahre den Militärdienst und stieg bis zum Leutnant auf. Eine bürgerliche Karriere war aber kaum möglich und so lebte er bis zu seinem Tod 1857 in Innsbruck als Tagschreiber oder arbeitete in der Bezirksverwaltung. Senn starb total vereinsamt im Innsbrucker Garnisonsspital und wurde auf dem Militärfriedhof in Pradl begraben. Sein Freund Adolf Pichler ließ ihm 1860 einen Gedenkstein errichten.
Im Jahr 1907 wurde in Wien-Simmering (11. Bezirk) die Senngasse nach ihm benannt.

## Werk

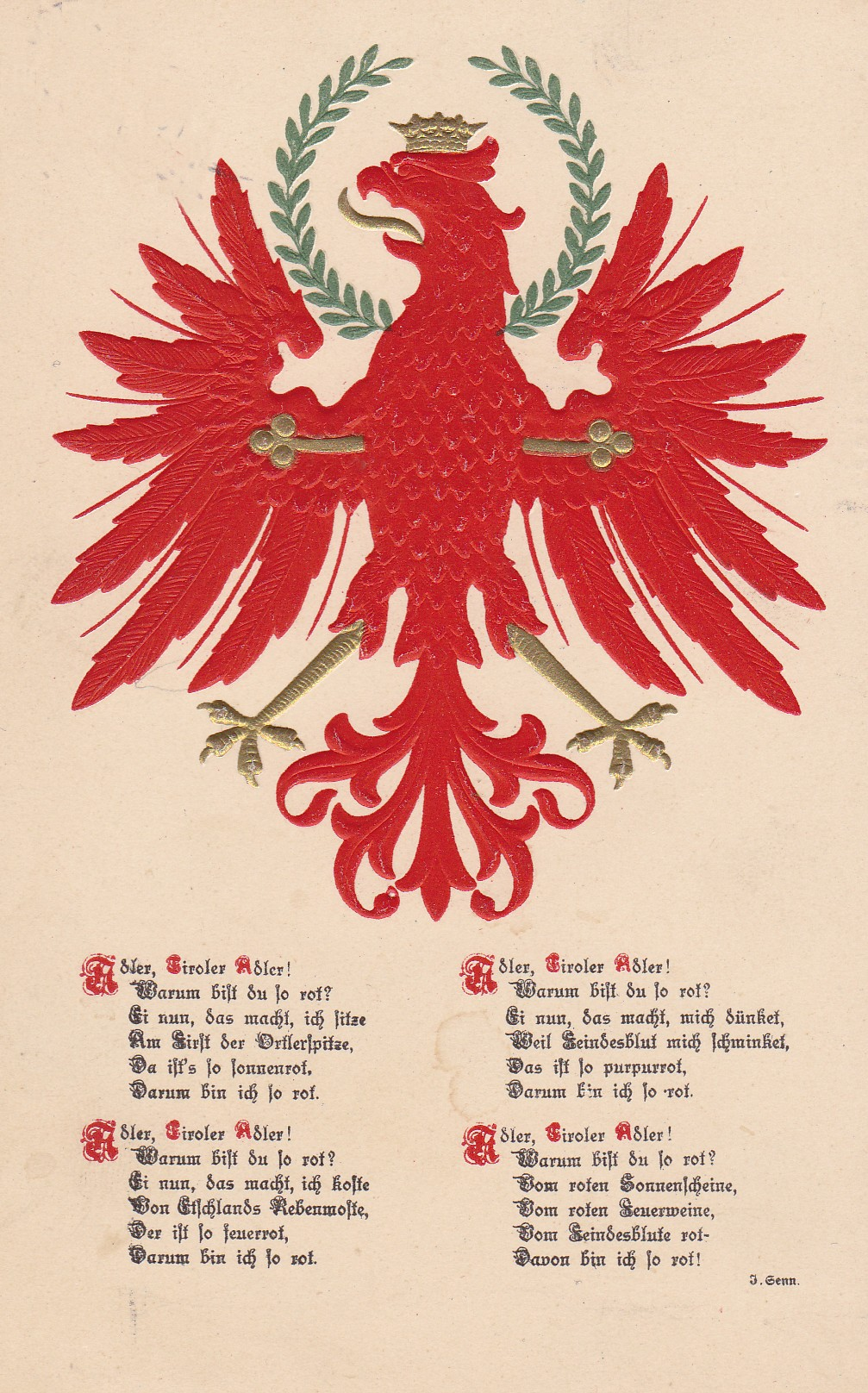
Der rote Tiroler Adler

Sein Freund Franz Schubert vertonte seine beiden Gedichte Schwanengesang und Selige Welt. In Tirol populär wurde Senn, der zu Lebzeiten nur einen einzigen Gedichtband veröffentlicht hatte, durch das Gedicht Der rote Tiroler Adler. Aufgrund dieses beliebten, später von der nationalen Propaganda aufgegriffenen und vertonten Gedichts wurde in Innsbruck eine Straße nach ihm benannt. Adolf Pichler und Moriz Enzinger ließen sein Werk teilweise veröffentlichen, der Großteil seiner Arbeiten sind aber bis heute weitgehend unveröffentlicht und unbekannt.
- Johann Senn: Gedichte. Wagner, Innsbruck 1838. (Digitalisat)
- Adolf Pichler (Hrsg.): Glossen zu Göthe’s Faust. Aus einem Nachlasse von Johann Senn, Innsbruck 1862.